# Gloeotinia
Gloeotinia — рід грибів. Назва вперше опублікована 1954 року.
Згідно з санітарними вимогами імпортоване насіння має проходити аналіз на наявність гриба шкідника Gloeotinia granigena.